# Legge 22 maggio 1978, n. 194
La legge 22 maggio 1978, n. 194 “Norme per la tutela sociale della maternità e sull'interruzione volontaria della gravidanza”, è la legge della Repubblica Italiana che ha disciplinato le modalità di accesso all'interruzione di gravidanza.

## Contesto storico
Prima del 1978, l'interruzione volontaria di gravidanza, in qualsiasi sua forma, era considerata dal codice penale italiano un reato (art. 545 e segg. cod. pen., abrogati nel 1978). In particolare:
- causare l'aborto di una donna non consenziente (o consenziente, ma minore di quattordici anni) era punito con la reclusione da sette a dodici anni (art. 545),
- causare l'aborto di una donna consenziente era punito con la reclusione da due a cinque anni, comminati sia all'esecutore dell'aborto, sia alla donna stessa (art. 546)
- procurarsi l'aborto era invece punito con la reclusione da uno a quattro anni (art. 547).
- istigare all'aborto, o fornire i mezzi per procedere ad esso era punito con la reclusione da sei mesi a due anni (art. 548).

In caso di lesioni o morte della donna le pene erano ovviamente inasprite (art. 549 e 550), ma, nel caso "... alcuno dei fatti preveduti dagli articoli 545, 546, 547, 548 549 e 550 è stato commesso per salvare l'onore proprio o quello di un prossimo congiunto, le pene ivi stabilite sono diminuite dalla metà ai due terzi." (art. 551).
Il primo partito ad avanzare una proposta di legge per la regolamentazione dell’aborto fu il PSI nel 1973, con la proposta del deputato Loris Fortuna, già firmatario della legge sul divorzio.

Milano (1976) manifestazione di femministe pro legge sull'aborto davanti Ospedale Mangiagalli

Nel 1975 il tema della regolamentazione dell'aborto riceveva l'attenzione dei mezzi di comunicazione, in particolare dopo l'arresto del segretario del Partito Radicale Gianfranco Spadaccia, della segretaria del Centro d'informazione sulla sterilizzazione e sull'aborto (CISA) Adele Faccio e della militante radicale Emma Bonino, per aver praticato aborti, dopo essersi autodenunciati alle autorità di polizia. Sull'onda delle manifestazioni e delle proteste, della rivoluzione culturale e sessuale che stava coinvolgendo la società italiana, venne portata avanti la campagna abortista, che fu condotta inizialmente dal Partito Radicale a cui si unirono, a mano a mano i partiti laici PRI e PLI, i socialisti PSI e PSDI, gli aderenti al gruppo de il manifesto e infine il PCI, lasciando quindi isolati i due partiti DC e MSI antiabortisti.
Il CISA era un organismo fondato da Adele Faccio che con molte altre donne si proponeva di combattere la piaga dell'aborto clandestino, creando i primi consultori in Italia e organizzando dei «viaggi della speranza» verso le cliniche inglesi e olandesi, dove grazie a voli charter e a convenzioni contrattate dal CISA, era possibile per le donne avere interventi medici a prezzi contenuti e con i mezzi tecnologicamente più evoluti. Nel 1975 dopo un incontro prima con Marco Pannella e poi con Gianfranco Spadaccia il CISA si federava con il Partito radicale, e in poche settimane entrava in funzione l'ambulatorio di Firenze presso la sede del partito.
Il 5 febbraio una delegazione comprendente Marco Pannella e Livio Zanetti, direttore de L'Espresso, presentava alla Corte di cassazione la richiesta di un referendum abrogativo degli articoli nn. 546, 547, 548, 549 2º Comma, 550, 551, 552, 553, 554, 555 del codice penale, riguardanti i reati d'aborto su donna consenziente, di istigazione all'aborto, di atti abortivi su donna ritenuta incinta, di sterilizzazione, di incitamento a pratiche contro la procreazione, di contagio da sifilide o da blenorragia.
Cominciava in questo modo la raccolta firme. Il referendum era patrocinato dalla Lega XIII maggio e da L'Espresso, che lo promossero unitamente al Partito Radicale e al Movimento di liberazione della donna. Tra le forze aderenti figuravano Lotta Continua, Avanguardia operaia e il PdUP-Manifesto.
Dopo aver raccolto oltre 700 000 firme, il 15 aprile 1976 con un Decreto del Presidente della Repubblica veniva fissato il giorno per la consultazione referendaria, ma lo stesso Presidente Leone il primo maggio fu costretto a ricorrere per la seconda volta allo scioglimento delle Camere. Erano forti i timori dei partiti per le divisioni che poteva provocare una nuova consultazione popolare dopo l'esperienza del referendum sul divorzio del 1974.
Il bisogno di adeguare la normativa si è presentato al legislatore anche in seguito alla sentenza n.27 del 18 febbraio 1975 della Corte Costituzionale. Con questa sentenza la Consulta, pur ritenendo che la tutela del concepito ha fondamento costituzionale, consentiva il ricorso alla IVG per motivi molto gravi.

## Iter legislativo e contenuti
Il 9 giugno 1977, mentre ancora infuriava in Parlamento la polemica contro il governo a causa dell'uccisione a Roma della simpatizzante radicale Giorgiana Masi, di cui furono accusate le forze dell'ordine, fu congiuntamente presentata alla Camera dei deputati la proposta unificata di legge Norme per la tutela sociale della maternità e sull’interruzione volontaria della gravidanza da PSI, PLI, DP, PRI, PCI, PSDI e indipendenti di sinistra; primo firmatario fu Vincenzo Balzamo (PSI), relatori di maggioranza Giovanni Berlinguer (PCI) e Antonio Del Pennino (PRI), mentre ad opporsi fu il controrelatore di minoranza Pino Rauti (MSI) cui si aggiunsero durante l'iter del dibattito Giuseppe Gargani e Bruno Orsini (DC).
Visto l'ampio sostegno di cui godeva, il testo non ebbe grossi problemi a superare il voto alla Camera; gli unici rallentamenti furono dovuti all'emergenza parlamentare a causa del concomitante Caso Moro, che per 55 giorni di fatto monopolizzò qualsiasi attività politica in Italia.
Il testo definitivo, che assunse lo stesso titolo del progetto di legge approvato, fu licenziato dal Senato il 18 maggio 1978 e pubblicato quattro giorni più tardi sulla Gazzetta Ufficiale, divenendo noto come legge 22 maggio 1978, n. 194, più familiarmente legge 194.
La sua approvazione soppresse le fattispecie di reato previste dal titolo X del libro II del codice penale tramite l'abrogazione degli articoli dal 545 al 555, oltre alle norme di cui alle lettere b) ed f) dell'articolo 103 del T.U. delle leggi sanitarie.
La 194 consente alla donna, nei casi previsti dalla legge, di ricorrere alla IVG in una struttura pubblica (ospedale o poliambulatorio convenzionato con la Regione di appartenenza), nei primi 90 giorni di gestazione; tra il quarto e quinto mese è possibile ricorrere alla IVG solo per motivi di natura terapeutica.
Il prologo della legge (art. 1), recita:
Lo Stato garantisce il diritto alla procreazione cosciente e responsabile, riconosce il valore sociale della maternità e tutela la vita umana dal suo inizio.
L'interruzione volontaria della gravidanza, di cui alla presente legge, non è mezzo per il controllo delle nascite.
Lo Stato, le regioni e gli enti locali, nell'ambito delle proprie funzioni e competenze, promuovono e sviluppano i servizi socio-sanitari, nonché altre iniziative necessarie per evitare che l'aborto sia usato ai fini della limitazione delle nascite.
L'art. 2 tratta dei consultori e della loro funzione in relazione alla materia della legge, indicando il dovere che hanno nei confronti della donna in stato di gravidanza:
- informarla sui diritti a lei garantiti dalla legge e sui servizi di cui può usufruire;
- informarla sui diritti delle gestanti in materia laborale;
- suggerire agli enti locali soluzioni a maternità che creino problemi;
- contribuire a far superare le cause che possono portare all'interruzione della gravidanza.

Nei primi novanta giorni di gravidanza il ricorso alla IVG è permesso alla donna
che accusi circostanze per le quali la prosecuzione della gravidanza, il parto o la maternità comporterebbero un serio pericolo per la sua salute fisica o psichica, in relazione o al suo stato di salute, o alle sue condizioni economiche, o sociali o familiari, o alle circostanze in cui è avvenuto il concepimento, o a previsioni di anomalie o malformazioni del concepito (art. 4).
L'art. 5 prevede che il padre del concepito non possa in alcun modo intromettersi nella IVG e non sia titolare di alcun diritto sul feto. La figura del padre è citata solamente quattro volte nel suddetto articolo e solamente chiamata in causa come presenza presso un consultorio, struttura sanitaria o medico di fiducia ai quali si rivolge la madre solo nel caso in cui questa vi acconsenta (comma 1 e 2).
La IVG è permessa dalla legge anche dopo i primi novanta giorni di gravidanza (art. 6):
- quando la gravidanza o il parto comportino un grave pericolo per la vita della donna;
- quando siano accertati processi patologici, tra cui quelli relativi a rilevanti anomalie o malformazioni del nascituro, che determinino un grave pericolo per la salute fisica o psichica della donna.

Le minori e le donne interdette devono ricevere l'autorizzazione del tutore o del giudice tutelare per poter effettuare la IVG. Ma, al fine di tutelare situazioni particolarmente delicate, la legge 194 prevede che (art.12)
...nei primi novanta giorni, quando vi siano seri motivi che impediscano o sconsiglino la consultazione delle persone esercenti la potestà o la tutela, oppure queste, interpellate, rifiutino il loro assenso o esprimano pareri tra loro difformi, il consultorio o la struttura socio-sanitaria, o il medico di fiducia, espleta i compiti e le procedure di cui all'articolo 5 e rimette entro sette giorni dalla richiesta una relazione, corredata del proprio parere, al giudice tutelare del luogo in cui esso opera. Il giudice tutelare, entro cinque giorni, sentita la donna e tenuto conto della sua volontà, delle ragioni che adduce e della relazione trasmessagli, può autorizzare la donna, con atto non soggetto a reclamo, a decidere la interruzione della gravidanza.
La legge stabilisce che le generalità della donna rimangano anonime.
La legge prevede inoltre che "il medico che esegue l'interruzione della gravidanza è tenuto a fornire alla donna le informazioni e le indicazioni sulla regolazione delle nascite" (art. 14).
Il ginecologo può esercitare l'obiezione di coscienza. Tuttavia il personale sanitario non può sollevare obiezione di coscienza allorquando l'intervento sia "indispensabile per salvare la vita della donna in imminente pericolo" (art. 9, comma 5).

### Affido anonimo
La donna ha anche il diritto di lasciare il bambino in affido all'ospedale per una successiva adozione e restare anonima.
Varie strutture -come ospedali e orfanotrofi- in Italia hanno introdotto le cosiddette "culle per la vita", culle termiche nelle quali è possibile deporre i neonati restando completamente anonimi. Esse sono dotate di videocamere che segnalano la presenza degli infanti ai sanitari perché prestino le cure di primo soccorso.
Sono una versione moderna della più antica ruota degli esposti.

### Interruzione di gravidanza da parte di una minorenne
Con la sentenza del 29 febbraio 2016, il Tribunale di Mantova ha creato un precedente di rilievo in merito alla praticabilità dell'aborto da parte di gestanti che non hanno ancora compiuto il diciottesimo anno di età. L'art. 12 della legge 194/1978 dispone infatti che la richiedente debba prestare il proprio consenso informato all'aborto davanti ad un giudice tutelare che certifica in un atto pubblico la "verifica in ordine alla esistenza delle condizioni nelle quali la decisione della minore possa essere presa in piena libertà morale (ordinanza n.514 del 2002 Corte Cost.)".
La mancata comparizione della minore in udienza ha comportato l'automatico rigetto dell'istanza di autorizzazione giudiziale all'aborto.
Stante la riproponibilità dell'istanza giudiziale stessa successivamente al rigetto e la praticabilità di soluzioni a distanza relative alla gestione informatica delle cause civili e penali, non è stata ritenuta meritevole di menzione l'eventualità di un legittimo impedimento o di una causa di forza maggiore quale giustificato motivo ostativo alla presenza delle convenute nel giorno prestabilito. È pertanto presumibile che la medesima decisione di rigetto si riproduca identicamente anche laddove sussistano le predette condizioni di legittimo impedimento o causa di forza maggiore alla presenza in aula. Ad ottobre del 2020 non è una nota una specifica giurisprudenza di merito.

## Il tentativo referendario di abrogazione
Il 2 febbraio 1980 la formazione cattolica Movimento per la Vita, formatasi nel 1975, presentò in Cassazione la richiesta di raccolta di firme per un referendum abrogativo di quella parte di testo che permetteva l'aborto anche per scopi non terapeutici e cancellava le sanzioni penali a chi praticasse interruzione di gravidanza; il partito radicale reagì annunciando un referendum estensivo della 194, che cioè superasse anche i residui vincoli imposti dalla legislazione approvata due anni prima.
A metà 1980 lo stesso papa Giovanni Paolo II, fautore di un rinnovato interventismo clericale nella vita pubblica italiana, iniziò a inviare appelli via via più espliciti ai cattolici italiani affinché si adoperassero per abrogare la legislazione favorevole alla libertà di scelta sull'aborto.
Entrambi i referendum sull'aborto furono autorizzati dopo la raccolta di firme e messi in calendario per la primavera del 1981; a favore dell'abrogazione della legge figurava, esplicitamente, tutto l'arco parlamentare a destra della Democrazia Cristiana, in particolar modo il MSI; la stessa DC si espresse per l'abrogazione della legge solo verso la fine della campagna referendaria; la posizione, sia della DC che del papa, provocò anche dei dissensi nel mondo cattolico, che non era orientato in blocco all'abrogazione della legge 194: oltre a esponenti laici come Valerio Zanone (PLI), Claudio Martelli (PSI) e Giovanni Spadolini (PRI), in difesa della legge parlò anche una teologa cattolica, Adriana Zarri.
Ancora a pochi giorni dal referendum il vescovo di Genova, il cardinale Giuseppe Siri, noto per le sue posizioni ultratradizionaliste, invitò i fedeli a votare per l'abrogazione della legge 194.
Il 17 maggio 1981 si giunse al voto con sondaggi che non aiutavano a chiarire la portata degli schieramenti dietro ogni scelta.
Quello più importante dei due, che di fatto proponeva il ripristino del codice penale dell'epoca Rocco, fu bocciato dall'elettorato, anche cattolico, con una percentuale del 68% (21505323 voti) contro il 32% di abolizionisti (10119797).
A livello di rappresentatività, tale 32% era inferiore di 6 punti rispetto alla percentuale ottenuta dalla DC nelle recenti elezioni politiche del 1979 e, più in generale, di 12 punti inferiore alla somma delle percentuali ottenute da tutti i partiti favorevoli all'abrogazione della legge 194; l'osservatore politico Giuseppe Chiarante, conoscitore del mondo cattolico per avere militato in gioventù nella DC, nel notare che le percentuali di antiabortisti erano inferiori a quelle dei militanti cattolici perfino nelle regioni più bianche d'Italia, come il Veneto e la Lombardia, o le meno scolarizzate come la Sicilia, teorizzò che tale voto fosse sostanzialmente la spia, o l'inizio, dello scollamento tra adesione ai dettami della chiesa cattolica e il rispetto delle leggi dello Stato, cosa della quale la stessa DC avrebbe dovuto rendersi conto.
L'altro referendum, quello proposto dai radicali, fu bocciato con una percentuale quasi prossima al 90%, soluzione che lasciò soddisfatti anche i propugnatori del "No" al referendum proposto dal Movimento per la Vita: per effetto di ciò la legge non subì variazioni.

## Proposte di modifica
Una proposta di legge di iniziativa popolare depositata alla camera nel novembre 2023 prevedeva l'introduzione dell'obbligo di far ascoltare il battito cardiaco del feto alle donne intenzionate ad abortire. Secondo i promotori della modifica, questa strategica strumentalizzazione del senso di colpa della madre in un momento di fragilità emotiva, avrebbe statisticamente ridotto il numero complessivo di aborti.

## Attuazione
| Percentuali di medici obiettori di coscienza all'aprile 2016 | Percentuali di medici obiettori di coscienza all'aprile 2016 |
| Regione                                                      | medici obiettori                                             |
| ------------------------------------------------------------ | ------------------------------------------------------------ |
| Valle d'Aosta                                                | 13,3%                                                        |
| Piemonte                                                     | 67,4%                                                        |
| Liguria                                                      | 65,4%                                                        |
| Lombardia                                                    | 63,6%                                                        |
| Bolzano                                                      | 92,9%                                                        |
| Veneto                                                       | 76,2%                                                        |
| Friuli-Venezia Giulia                                        | 58,4%                                                        |
| Emilia-Romagna                                               | 51,8%                                                        |
| Toscana                                                      | 56,2%                                                        |
| Marche                                                       | 68,8%                                                        |
| Umbria                                                       | 65,6%                                                        |
| Lazio                                                        | 80,7%                                                        |
| Abruzzo                                                      | 80,7%                                                        |
| Molise                                                       | 93,3%                                                        |
| Campania                                                     | 81,8%                                                        |
| Basilicata                                                   | 90,2%                                                        |
| Puglia                                                       | 86,1%                                                        |
| Calabria                                                     | 72,9%                                                        |
| Sicilia                                                      | 87,6%                                                        |
| Sardegna                                                     | N/A                                                          |
| Trento                                                       | N/A                                                          |
| Fonte:                                                       |                                                              |

A quarant'anni dalla sua adozione, il pieno accesso all'interruzione volontaria di gravidanza come prevista dalla legge resta ancora da garantire.
L'obiezione di coscienza per i professionisti sanitari è prevista dalla legge 194: l'obiezione di coscienza sollevata da un medico è revocata con effetto immediato in caso di sua partecipazione diretta in pratiche di IVG, ad eccezione dei casi in cui sussiste una condizione di imminente pericolo di vita per la donna..
Lo status di obiettore non esonera il professionista sanitario dall'assistenza antecedente e conseguente all'intervento. 
Il professionista sanitario, anche se obiettore, non può invocare l'obiezione di coscienza qualora l'intervento sia indispensabile per salvare la vita della donna in imminente pericolo. Ad esempio, in caso di una donna che giunge presso il pronto soccorso ospedaliero con grave emorragia in atto, il medico, anche se obiettore, ha l'obbligo di portare a termine la procedura di aborto.
Il SSN è tenuto a assicurare che l'IVG si possa svolgere nelle varie strutture ospedaliere deputate a ciò, e quindi qualora il personale assunto sia costituito interamente da obiettori dovrà supplire a tale carenza in modo da poter assicurare il servizio, ad es. tramite trasferimenti di personale. Attualmente a dover assicurare il servizio tramite trasferte e mobilità è solo la minoranza di medici non obiettori, nonostante ciò non sia specificato nella legge.
Secondo la Libera Associazione Italiana Ginecologi per l'applicazione della legge 194 (Laiga194), nel 2017 solo il 59% degli ospedali italiani prevede il servizio di interruzione volontaria di gravidanza, in particolare per quanto riguarda i casi successivi al terzo mese. Il 41% degli ospedali italiani sarebbe pertanto non in conformità con quanto previsto dalla legge 194.
Nel 2014, dietro richiamo della CGIL, il Comitato europeo dei diritti sociali del Consiglio d'Europa ha ripreso gli ospedali marchigiani di Jesi, Fano e Fermo, in cui tutto il personale sanitario (medici, anestesisti e paramedici) è obiettore, per violazione del diritto alla salute delle donne, riconosciuto dalla Carta sociale europea.
Il numero di obiettori di coscienza all'interno del personale medico italiano è in media del 70%
(In Gran Bretagna è del 10%, in Francia del 7%, zero in Svezia).
Il totale degli obiettori è aumentato del 12% negli ultimi dieci anni, arrivando a punte di oltre il 90% in Molise, Trentino-Alto Adige e Basilicata. In tutto il Molise si registra un solo medico non obiettore. Secondo un reportage di Politico Europe, "la migliore maniera di ottenere un aborto in Sicilia è prendere un aereo".
La media di obiettori tra gli anestesisti in Italia è del 49%.
Per sopperire alla mancanza di medici in grado di eseguire interruzioni volontarie di gravidanza, gli ospedali ricorrono a medici esterni assunti a prestazione, con costi addizionali per il servizio sanitario e la collettività.
Per quanto concerne la figura del padre, non titolare di alcun diritto nei confronti del concepito, l'unica statistica svolta è quella dei Centri di Aiuto alla Vita (CaV) nel 2008, che su 9.500 casi registrano 3.230 padri contrari (34%), 895 consenzienti (9,42%) e 1.014 indifferenti (10,67%). Il 5 novembre 1998, in seguito ad un ricorso sulla costituzionalità e legittimità dell'art. 5, la Cassazione individua nella donna l’unica titolare del diritto di interrompere la gravidanza senza attribuire alcun peso alla contraria volontà del padre e che non esiste un danno per la lesione al diritto alla paternità; a causa di ciò nel 2006 il Tribunale di Monza respinge la richiesta di risarcimento avanzata da un marito nei confronti della moglie che aveva abortito senza consultarlo appellandosi proprio alla legge 194 e all'articolo 5.
Secondo la relazione del Ministero della Salute del settembre 2013, in trent'anni le IVG eseguite mediamente ogni anno da ciascun medico non obiettore si sono dimezzate, passando da un valore di 145.6 IVG nel 1983 (pari a 3.3 IVG a settimana) a 73.9 IVG nel 2011 (pari a 1.7 IVG a settimana). Tali dati sono confermati anche dalla relazione del 2014 Tale calo può essere dovuto a vari fattori, tra cui il calo generalizzato del numero di aborti (anch'esso dimezzatosi nel periodo) e il ricorso a forme non ospitalizzate, quale il ricorso alla pillola abortiva RU 486 in day hospital o l'accesso più esteso alla contraccezione d'emergenza. 
Nel 2015, infatti, l'Agenzia italiana del farmaco (AIFA) ha liberalizzato la vendita della pillola EllaOne, anticoncezionale di emergenza assumibile fino a 5 giorni successivi al rapporto a rischio, le cui vendite sono decuplicate da 16.796 nel 2014 a 145.101 nel 2015..

## Dati sugli aborti in Italia dal 1978
| Dati dalle statistiche del Ministero della Salute | Dati dalle statistiche del Ministero della Salute | Dati dalle statistiche del Ministero della Salute | Dati dalle statistiche del Ministero della Salute | Dati dalle statistiche del Ministero della Salute | Dati dalle statistiche del Ministero della Salute | Dati dalle statistiche del Ministero della Salute | Dati dalle statistiche del Ministero della Salute | Dati dalle statistiche del Ministero della Salute | Dati dalle statistiche del Ministero della Salute | Dati dalle statistiche del Ministero della Salute | Dati dalle statistiche del Ministero della Salute | Dati dalle statistiche del Ministero della Salute | Dati dalle statistiche del Ministero della Salute | Dati dalle statistiche del Ministero della Salute | Dati dalle statistiche del Ministero della Salute | Dati dalle statistiche del Ministero della Salute | Dati dalle statistiche del Ministero della Salute | Dati dalle statistiche del Ministero della Salute | Dati dalle statistiche del Ministero della Salute |
| ------------------------------------------------- | ------------------------------------------------- | ------------------------------------------------- | ------------------------------------------------- | ------------------------------------------------- | ------------------------------------------------- | ------------------------------------------------- | ------------------------------------------------- | ------------------------------------------------- | ------------------------------------------------- | ------------------------------------------------- | ------------------------------------------------- | ------------------------------------------------- | ------------------------------------------------- | ------------------------------------------------- | ------------------------------------------------- | ------------------------------------------------- | ------------------------------------------------- | ------------------------------------------------- | ------------------------------------------------- |
| 1978                                              | 68.688                                            | 1979                                              | 187.752                                           | 1980                                              | 220.263                                           | 1981                                              | 224.377                                           | 1982                                              | 234.593                                           | 1983                                              | 231.404                                           | 1984                                              | 227.809                                           | 1985                                              | 210.597                                           | 1986                                              | 198.375                                           | 1987                                              | 191.469                                           |
| 1988                                              | 179.193                                           | 1989                                              | 171.684                                           | 1990                                              | 165.980                                           | 1991                                              | 160.532                                           | 1992                                              | 152.424                                           | 1993                                              | 148.033                                           | 1994                                              | 138.952                                           | 1995                                              | 139.549                                           | 1996                                              | 140.398                                           | 1997                                              | 140.525                                           |
| 1998                                              | 138.357                                           | 1999                                              | 139.213                                           | 2000                                              | 135.133                                           | 2001                                              | 132.234                                           | 2002                                              | 134.106                                           | 2003                                              | 132.174                                           | 2004                                              | 138.123                                           | 2005                                              | 132.790                                           | 2006                                              | 131.018                                           | 2007                                              | 126.562                                           |
| 2008                                              | 121.301                                           | 2009                                              | 116.933                                           | 2010                                              | 115.372                                           | 2011                                              | 109.538                                           | 2012                                              | 103.191                                           | 2013                                              | 102.644                                           | 2014                                              | 96.578                                            | 2015                                              | 87.639                                            | 2016                                              | 84.926                                            | 2017                                              | 80.733                                            |
| 2018                                              | 76.328                                            | 2019                                              | 73.207                                            | 2020                                              | 66.413                                            |                                                   |                                                   |                                                   |                                                   |                                                   |                                                   |                                                   |                                                   |                                                   |                                                   |                                                   |                                                   |                                                   |                                                   |

Nel 2015 il numero totale di interruzioni volontarie di gravidanza per via chirurgica è stato di 87.639 (185.1 IVG ogni 1000 nati vivi). Il tasso di abortività (numero di IVG tra le donne tra 15 e 49 anni) è stato del 6.6 per mille (-8% sul 2014, -61.2% sul 1983). Il tasso di abortività è calato anche tra le donne straniere, passando dal 19 per mille del 2013 al 17,2 per mille del 2014.
Nel 2016, i casi registrati nelle strutture sanitarie sono stati 89.416, di cui 59.423 riguardanti donne italiane e 25.503 di donne straniere. Nel 2017 il numero di IVG è calato ulteriormente a 80.733 unità, pari a -4.9% sull'anno precedente, ma anche al 17.7% dei "nati vivi", pari a 455.908 persone.